# Ларионово (Владимирская область)
Ларионово — деревня в Петушинском районе Владимирской области России, входит в состав Пекшинского сельского поселения.

## География
Расположена в 24 км к северо-востоку от райцентра Петушки на правом берегу реки Пекша.

## История
По писцовым книгам 1637 года деревня Ларионово значилась в Матренинской волости с центром в Воскресенском погосте.
До революции деревня являлась центром Воронцовской волости Покровского уезда, с 1924 года — в составе Болдинской волости Владимирского уезда. В 1859 году в деревне числилось 26 дворов, в 1905 году — 48 дворов, в 1926 году — 45 дворов. В располагавшейся севернее деревне Филино в 1905 году было 58 дворов и 325 жителей.  
С 1929 года деревня являлась центром Ларионовского сельсовета Собинского района, с 1945 года — в составе Петушинского района, с 2005 года — в составе Пекшинского сельского поселения. В 1965 году с деревней объединена деревня Филино, в 1974 году — деревня Степаньково.
До 2012 года в деревне действовала Ларионовская начальная общеобразовательная школа.

## Население
| 1859 | 1905 | 1926 | 2002 | 2010 | 2021 |
| ---- | ---- | ---- | ---- | ---- | ---- |
| 186  | ↗202 | ↗295 | ↘202 | ↘161 | ↘112 |